# Pont (božanstvo)
Pont (slovensko morje) je bil starodavni, pred-Olimpski bog morja v grški mitologiji, sin Gaje, ki ga je rodila na isti način kot večino svojih otrok - sama, brez oploditve. Z Gajo je imel še pet otrok: Nereja (starec iz morja), Taumasa (»čudež morja«), Forkusa in njegovo sestro Keto in Euribijo, »močno« boginjo. S Talaso je imel je še enega otroka, Telhinesa. Bil je manj poznan med Grki kot Okean.